# Sebastián Lelio
Sebastián Lelio, född 1974, är en chilensk filmregissör. Hans film En fantastisk kvinna vann en Oscar för bästa internationella långfilm.

## Filmografi (i urval)
- 2017 – En fantastisk kvinna